# 적과의 동침 (2011년 영화)
《적과의 동침》은 2011년에 개봉한 대한민국의 영화이다.

## 캐스팅
- 김주혁 : 김정웅 역
- 정려원 : 박설희 역
- 유해진 : 재춘 역
- 변희봉 : 구장어른 역
- 김상호 : 백씨 역
- 신정근 : 봉기 역
- 양정아 : 수원댁 역
- 유하준 : 인민군 소대장 역
- 이다윗 : 동우 역
- 윤석현 : 석호 역
- 이슬비 : 순희 역
- 노승범 : 대식 역
- 김산 : 진일 역
- 최희진 : 울산댁 역
- 김유라 : 진일 처 역
- 조민아 : 복자 역
- 엄지성 : 민구 역
- 이신성 : 택수 역
- 신성훈 : 기철 역
- 한기중 : 정웅 아버지 역
- 김병순 : 설희 아버지 역
- 곽정욱 : 어린 정웅 역
- 김채빈 : 어린 설희 역
- 최대웅 : 나무바퀴 노인 역
- 민경진 : 남 주사 역
- 유순웅 : 요강가게 주인 역
- 남경민 : 젊은 여자 역
- 한근섭 : 싸이렌 병사 역
- 오희준 : 기관총 병사 역
- 김보연 : 월선 역 (특별출연)
- 전노민 : 인민군 연대장 역 (특별출연)
- 최원영 : 재복 역 (특별출연)